# Abancay (provincie)
Abancay is een van de zeven provincies in de regio Apurímac in Peru. De provincie heeft een oppervlakte van 3.447 km² en heeft 106.214 inwoners (2015). De hoofdplaats van de provincie is het district Abancay; twee van de negen districten vormen samen de stad (ciudad) Abancay.
De provincie grenst in het noorden aan de regio Cuzco, in het oosten aan de provincies Cotabambas en Grau, in het zuiden aan de provincies Aymaraes en Antabamba en in het westen aan de provincies Andahuaylas en Aymaraes.

## Bestuurlijke indeling
De provincie is onderverdeeld in negen districten, UBIGEO tussen haakjes:
- (030101) Abancay, hoofdplaats van de provincie (provincia) en deel van de stad (ciudad) Abancay
- (030102) Chacoche
- (030103) Circa
- (030104) Curahuasi
- (030105) Huanipaca
- (030106) Lambrama
- (030107) Pichirhua
- (030108) San Pedro de Cachora
- (030109) Tamburco, deel van de stad (ciudad) Abancay

Abancay · Andahuaylas · Antabamba · Aymaraes · Chincheros · Cotabambas · Grau